# بايرن ميونخ موسم 2005–06
كان موسم 2005–06 الموسم الـ107 في تاريخ نادي بايرن ميونخ والموسم الـ41 له تواليًا في الدرجة الأولى من الدوري الألماني. ورغم ذلك، كان الموسم ملطخًا بالهزيمة الكبيرة أمام ميلان في دوري أبطال أوروبا، حيث خسر 5–2 في مجموع المباراتين في دور الستة عشر. في نهاية الموسم، تعاقد بايرن مع موهبة كرة القدم الألمانية الشابة لوكاس بودولسكي قادما من كولن. كان هذا هو الموسم الأول للنادي في أليانز أرينا.